# Khadija Mastoor
Khadija Mastoor (urdu: خدیجہ مستور; Xadījah Mastur, Bareilly, 11 de diciembre de 1927-Londres, 25 de julio de 1982) fue una escritora urdu de Pakistán que escribió varias colecciones de cuentos. Su hermana menor, Hajra Masroor, también es una connotada escritora de cuentos.

## Biografía
Nació el 11 de diciembre de 1927 en Bareilly, India. Su padre, Tahoor Ahmad Khan, que era médico del ejército británico, murió después de un ataque al corazón. Junto a su hermana, Hajra Masroor, emigraron a Lahore, Pakistán, y se establecieron allí. Khadija murió en Londres el 25 de julio de 1982 y fue enterrada en Lahore.

### Carrera literaria
Comenzó a escribir cuentos en 1942. Publicó cinco libros de cuentos y dos novelas. Sus historias se basan en valores sociales y morales y también políticos.

## Obras

### Novelas
- Aangan[1] آنگن 1962
- Zameen[1] 1987 زمین

### Cuentos
- Bochar[1] 1946 بوچھاڑ
- Khail[1] 1944  کھیل
- Chand Roz Oor[1] 1951 چند روز اور